# Triodia
Triodia es un género de plantas herbáceas de la familia de las gramíneas o poáceas. Es endémico de Australia y tiene 112 especies descritas y de estas, solo 68 aceptadas.

## Descripción
Es una planta herbácea perenne que crece en regiones áridas y tiene las hojas punzantes y  teñidas. Son conocidas popularmente como spinifex, aunque no pertenece al género costero Spinifex. 
Triodia ha sido muy utilizado por los aborígenes australianos. Sus semillas se han recolectado para hacer pasteles, con la resina de la planta hacen pegamento para sus lanzas y con sus ramas hacían señales de humo para comunicarse a distancia con sus familias, ya que producen un intenso humo negro. 

## Taxonomía
El género fue descrito por Robert Brown y publicado en Prodromus Florae Novae Hollandiae 182. 1810.
Etimología
Triodia: nombre genérico que deriva de las palabras griegas: treis = (tres) y odous = (dientes), en referencia a 3 dientes o lemas tri-lobulado.

## Especies
- Triodia acutispicula Lazarides
- Triodia aeria Lazarides
- Triodia angusta N.T.Burb.
- Triodia aristiglumis (Lazarides) Lazarides
- Triodia aurita Lazarides
- Triodia barbata R.L.Barrett & M.D.Barrett
- Triodia basedowii E.Pritz. – buck spinifex
- Triodia biflora Lazarides
- Triodia bitextura Lazarides
- Triodia brizoides N.T.Burb.
- Triodia bromoides (F.Muell.) Lazarides
- Triodia bunglensis (S.W.L.Jacobs) Lazarides
- Triodia bunicola (S.W.L.Jacobs) Lazarides – southern porcupine grass
- Triodia burbidgeana S.W.L.Jacobs
- Triodia bynoei (C.E.Hubb.) Lazarides
- Triodia caelestialis G.Armstr.
- Triodia claytonii Lazarides
- Triodia compacta (N.T.Burb.) S.W.L.Jacobs
- Triodia concinna N.T.Burb.
- Triodia contorta (Lazarides) Lazarides
- Triodia cremmophila R.L.Barrett & M.D.Barrett
- Triodia cunninghamii Benth.
- Triodia danthonioides (F.Muell.) Lazarides
- Triodia desertorum (C.E.Hubb.) Lazarides
- Triodia dielsii (C.E.Hubb.) Lazarides
- Triodia epactia S.W.L.Jacobs
- Triodia fissura Barrett, Wells & Dixon
- Triodia fitzgeraldii C.A.Gardner ex N.T.Burb.
- Triodia helmsii (C.E.Hubb.) Lazarides
- Triodia hubbardii N.T.Burb.
- Triodia inaequiloba N.T.Burb.
- Triodia integra Lazarides
- Triodia intermedia Cheel – winged spinifex
- Triodia inutilis N.T.Burb.
- Triodia irritans R.Br. – porcupine grass
- Triodia lanata J.M.Black
- Triodia lanigera Domin
- Triodia latzii Lazarides
- Triodia longiceps J.M.Black
- Triodia longiloba Lazarides
- Triodia longipalea Lazarides
- Triodia marginata N.T.Burb.
- Triodia melvillei (C.E.Hubb.) Lazarides
- Triodia microstachya R.Br.
- Triodia mitchellii Benth. – buck spinifex
- Triodia molesta N.T.Burb. – porcupine grass
- Triodia pascoeana B.K.Simon
- Triodia plectrachnoides N.T.Burb.
- Triodia plurinervata N.T.Burb.
- Triodia procera R.Br.
- Triodia prona Lazarides
- Triodia pungens R.Br. – gummy spinifex
- Triodia racemigera C.A.Gardner
- Triodia radonensis S.W.L.Jacobs
- Triodia rigidissima (Pilg.) Lazarides
- Triodia roscida N.T.Burb.
- Triodia salina Lazarides
- Triodia scariosa N.T.Burb. – porcupine grass
- Triodia schinzii (Henrard) Lazarides
- Triodia secunda N.T.Burb.
- Triodia spicata N.T.Burb.
- Triodia stenostachya Domin
- Triodia tomentosa S.W.L.Jacobs
- Triodia triaristata Lazarides
- Triodia triticoides C.A.Gardner
- Triodia uniaristata (Lazarides) Lazarides
- Triodia vella Lazarides
- Triodia wiseana C.A.Gardner

Anteriormente incluidas
Numerosas especies fueron incluidas en Triodia pero posteriormente han sido clasificadas en otros géneros: Austrofestuca Chascolytrum Danthonia Dasyochloa Deschampsia Diplachne Disakisperma Erioneuron Gouinia Graphephorum Leptocarydion Notochloe Plinthanthesis Poa Puccinellia Rytidosperma Scolochloa Spartina Torreyochloa Trichoneura Tridens Triplasis Tripogon Vaseyochloa